# فیکسا
فیکسا (به اسپانیایی: Foixà) یک شهرستان در اسپانیا است که در استان خرنا واقع شده‌است.

## خصوصیات
فیکسا ۱۹٫۱۲ کیلومترمربع مساحت و ۳۳۶ نفر جمعیت دارد و ۸۷ متر بالاتر از سطح دریا واقع شده‌است.